# Paisco Loveno
Paisco Loveno é uma comuna italiana da região da Lombardia, província de Bréscia, com cerca de 257 habitantes. Estende-se por uma área de 35 km², tendo uma densidade populacional de 7 hab/km². Faz fronteira com Berzo Demo, Capo di Ponte, Cerveno, Corteno Golgi, Malonno, Ono San Pietro, Schilpario (BG), Sellero, Teglio.

## Demografia
| Variação demográfica do município entre 1861 e 2011                               |
|                                                                                   |
| Fonte: Istituto Nazionale di Statistica (ISTAT) - Elaboração gráfica da Wikipedia |